# Lucy Pinder
Lucy Katherine Pinder (ur. 20 grudnia 1983 w Winchesterze) – brytyjska modelka i aktorka.

## Życiorys
Karierę rozpoczęła w 2003 r., gdy została dostrzeżona na jednej z plaż przez fotoreportera. Początkowo planowała studiować filologię angielską, jednak szybko zyskała dużą popularność i zrezygnowała z dalszej edukacji. Jej zdjęcia pojawiały się m.in. w „Ice”, „Loaded”, „Maxim”, „Nuts”, „ZOO” i in., od 2007 r. pozowała także topless. Występowała w programach telewizyjnych, między innymi w Celebrity Big Brother, Hotel Babylon, I'm Famous and Frightened, Soccer AM, The Real Hustle Undercover i Weakest Link.

## Filmografia[3]
- Strippers vs Werewolves (2012) jako Carmilla
- The Seventeenth Kind (2014) jako Melissa
- LiveJustine (2015) jako Justine Cyfiawnder
- Age of Kill (2015) jako Jenna
- Warrior Savitri (2016) jako Candy
- Name of the Game (2017) jako Nicola
- A Suburban Fairytale (2017) Dawn